# Fürwiggetalsperre

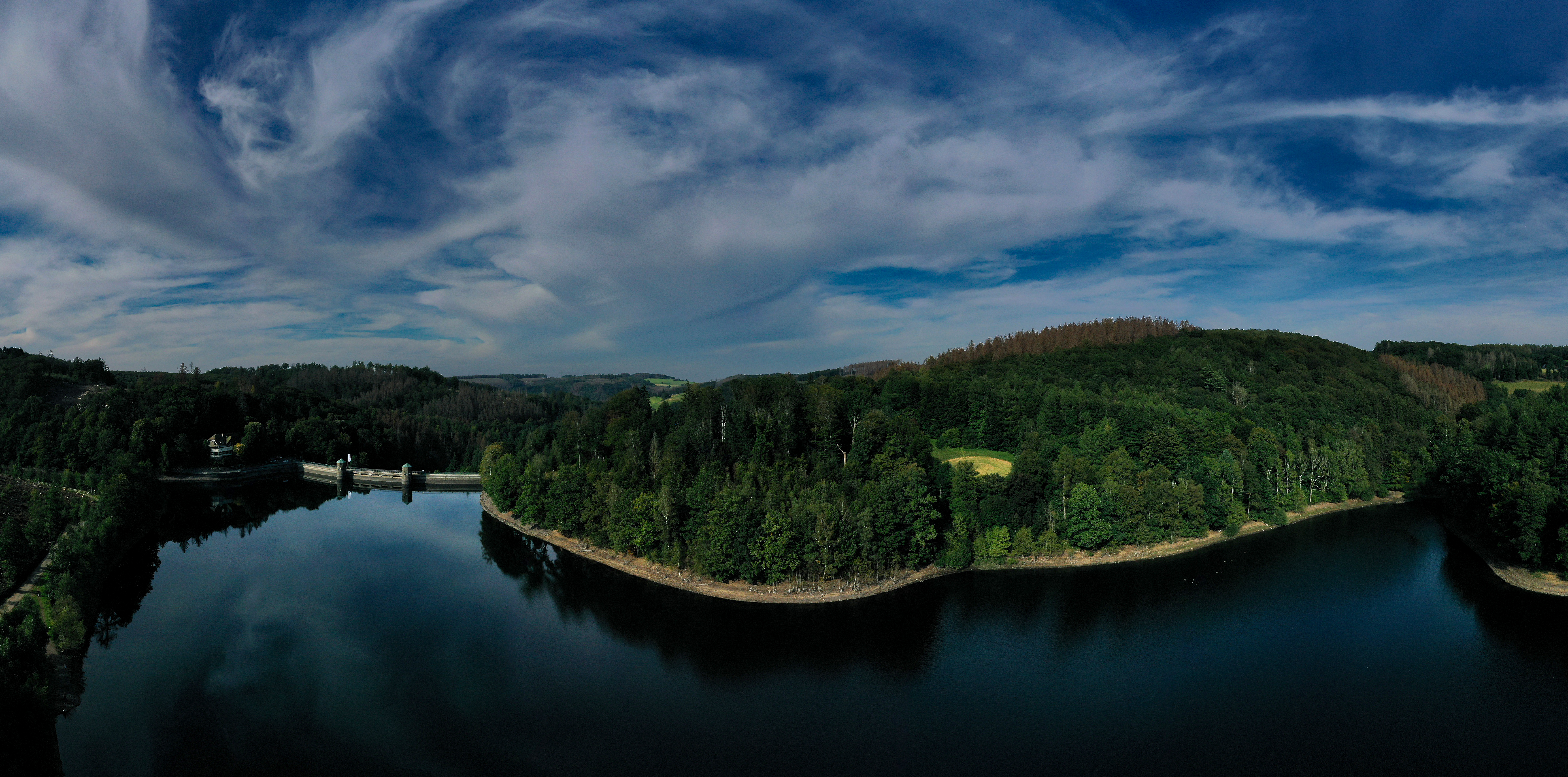
Panoramabild der Fürwigge

Die Fürwiggetalsperre ist die am höchsten gelegene Talsperre in Nordrhein-Westfalen. Sie liegt in der Nähe der Autobahn A45 am Westrand des Naturparks Sauerland-Rothaargebirge zwischen Meinerzhagen und Lüdenscheid. Die 1904 fertiggestellte Gewichtsstaumauer aus Bruchstein erzeugt einen kleinen Stausee, der in erster Linie zur Trinkwasserversorgung der umliegenden Gemeinden genutzt wird. Betreiber und Eigentümer der Fürwigge, wie sie auch in Kurzform genannt wird, ist der Ruhrverband in Essen, der insgesamt acht Talsperren im Sauerland betreibt. Bis zum Bau der weiter unterhalb liegenden Versetalsperre trug sie diesen Namen.

## Entstehungsgeschichte
Die Errichtung einer Stauanlage im oberen Versetal geht zurück in die 1880er Jahre. Die ungelöste Kostenfrage verhinderte damals eine Bauausführung. Mit der Änderung des preußischen Wassergenossenschaftsgesetzes im Mai 1891 konnte durch den neuen Beitragszwang eine solide Finanzierung ermöglicht werden, sodass es zum Ende des 19. Jahrhunderts zur vermehrten Gründung von Talsperrengenossenschaften im Sauerland kam. Der Bau von Talsperren sollte für die Vielzahl der Hammerwerke eine solide Wasserversorgung sicherstellen.
In der Folge kam es im März 1900 zur Gründung der „Versetalsperren-Genossenschaft Fürwigge im Kreis Altena“. Vorrangiger Zweck war der Bau einer Talsperre zur Bereitstellung von Wasser für die Triebwasserversorgung. Die Nutzung als Trinkwasserspeicher war nachrangig und sicherte der Stadt Lüdenscheid ein jährlich begrenztes Kontingent für ihr Wasserwerk in Treckinghausen. Zweieinhalb Jahre später konnte der Grundstein für die Errichtung einer Staumauer gelegt werden.
Der Entwurf der leicht gekrümmten Sperrmauer stammte aus der Feder des Aachener Bauingenieurs und Professors Otto Intze, der viele Talsperren im Sauerland nach seinem Prinzip mit Intze-Keil errichten konnte. Mit dem schweren und wetterbeständigen blauen Grauwackegestein aus einem benachbarten Steinbruch ließ er in den Jahren 1902 bis 1904 die 166 Meter lange und in der Mitte 29 Meter hohen Staumauer errichten. An der Sohle weist sie eine Breite von 20 m auf und die 4 m breite Krone trägt zwei Schieberhäuser. Die Schieber reichen bis zu den beiden Grundablässen und steuern die Wasserabgabe in die Verse. Als Baukosten werden 746.000 Mark genannt.
Fünf Quellbäche (Hülsebach, Drögenpütt, Fürwigge, Schürfelder Becke, Brinkbach) und die Verse speisen aus dem 4,58 km² großen Einzugsgebiet die Obere Versetalsperre, wie sie in der Anfangszeit genannt wurde. Der Talsperrenraum umfasst beim Vollstau auf 438,98 m NN insgesamt 1,67 Mio. m³ und besitzt dann eine Oberfläche von 0,18 km².
Im Fall von Starkregen und hohem Wasseranfall sind für die Hochwasserentlastung fünf Öffnungen in der Mitte der Mauer unterhalb der Krone angeordnet, über die das Wasser an der Mauer hinabfließt, in einer Tosrinne gesammelt und dem Ablauf zugeführt wird. Bei dem katastrophalen Hochwasser in West- und Mitteleuropa 2021 sprang auch an der Fürwigge die Entlastung an.

## Weitere Entwicklung
Durch die wirtschaftliche Entwicklung zu Beginn des 20. Jahrhunderts stieg die Inanspruchnahme der Talsperre, die sich damit als zu klein herausstellte. Wie schon bei anderen Talsperren im Sauerland zu jener Zeit festgestellt worden war, lagen die Regenspenden aus dem jeweiligen Einzugsgebiet deutlich höher als das Stauvolumen und es hätte eine größere Sperre gebaut werden können. Dies kam den Initiatoren der Genossenschaft mit ihren wirtschaftlichen Interessen sehr entgegen und man dachte über eine Erhöhung der Mauer um fünf Meter nach. Der Erste Weltkrieg verhinderte aber die Umsetzung.
Die Gründung der Verse-Genossenschaft und der Bau der Sperre war durch den Ruhrtalsperrenverein (RTV) begleitet worden. Der 1899 in Essen gegründete Verein hatte sich zur Aufgabe gemacht, solche Talsperrenprojekte im Sauerland zu unterstützen, um die Wasserversorgung für die Großindustrie und der wachsenden Zahl der Einwohner im Ruhrgebiet zu sichern. Gemäß seiner Statuten erhielt die Genossenschaft der Verse vom RTV jährlich einen Zuschuss von 14.000 Mark. Im Gegenzug sicherte sich der RTV bei Bedarf eine Abgabe von Wasser aus der Talsperren, um die Wasserführung der Ruhr zu erhöhen.
Nachdem 1904 der RTV beschlossen hatte auch eigene Talsperren zu errichten, kamen ganz andere Größenordnungen in die Planung wie beispielsweise die Möhnetalsperre. Nach einem Beschluss im Februar 1929 verkündete der RTV den Bau einer größeren Talsperre im Versetal bei Lüdenscheid. Die Ausführung und Fertigstellung der Unteren Versetalsperre sollte sich aber noch bis in die 1950er Jahre hinziehen. 1932 ging die Versetalsperren-Genossenschaft im RTV auf und die Talsperre in den Bestand des Vereins über. Durch die Vereinigung von RTV und Ruhrverband, der für die Reinhaltung der Ruhr zuständig ist, ist seit 1990 der Ruhrverband für alle Kläranlagen und die größeren Talsperren im Ruhreinzugsgebiet zuständig. Mit Fertigstellung der 'neuen' Versetalsperre wurde die alte Sperre zur Fürwiggetalsperre umbenannt.

## Verbesserung der Standsicherheit
Die in den 1980er Jahren durchgeführten Nachberechnungen von Talsperrenmauern unter dem Einfluss der Wasserdurchströmung von Mauer und Untergrund zeigten auch bei der Fürwiggemauer eine nicht ausreichende Standsicherheit. Die Aufsichtsbehörde reduzierte daraufhin das erlaubte Stauziel, sodass die Sperre ab 1987 mit einer Absenkung von 2,80 m betrieben werden musste. Um zukünftig nähere Berechnungen zur Standsicherheit durchführen zu können, rüstete der RTV die Sperrmauer mit umfangreichen Messeinrichtungen aus.
Nach 10 Jahren Beobachtung wurden die erfassten Daten ausgewertet und mittels Finite-Elemente-Methode nachberechnet. Dabei ergaben sich an der Wasserseite der Mauer Zugspannungen, die im Hochwasserfall die Standsicherheit gefährden könnten. Da man die Sperre nicht aufgegeben wollte, entschloss sich der RTV die Mauer zu sanieren, dies vor dem Hintergrund der sehr guten Qualität für die Trinkwasserversorgung, der Erhaltung als Naherholungsgebiet und aus Denkmalschutzgründen.
Die Arbeiten zur Grundsanierung erfolgten in den Jahren 2005 bis 2007. Dazu musste die Sperre komplett entleert werden. Die wichtigste Maßnahme zur Wiederherstellung der Standsicherheit war der Ausbruch eines Kontrollstollens im unteren Drittel der Staumauer. Darüber konnten Drainage-Bohrungen nach oben in die Mauer und in den Untergrund eingebracht werden, um Undichtigkeiten zu detektieren und schadlos abzuführen. Für die weitere Überwachung der Mauer wurden die Mess- und Kontrolleinrichtungen an der Sperre ergänzt und erneuert. Auch die Mauerkrone mit ihrer Fahrbahn musste instand gesetzt werden, um das Eindringen von Niederschlagswasser zu verhindern. Für die Betriebseinrichtungen standen nach 100 Jahren Betrieb Anpassungen an die einschlägigen Normen an. In diesem Zusammenhang wurden die beiden Grundablassleitungen und die darin vorhandenen Schieber erneuert. Die zweiten Absperrorgane an der Luftseite erhielten eine Generalüberholung. Am Ende der Arbeiten hatte der Ruhrverband für die Sanierung Ausgaben in Höhe von 3,1 Millionen Euro getätigt.

## Wassernutzung
Der ursprüngliche Zweck der Talsperre, für Triebwasser zu sorgen, ist heute nicht mehr gegeben. Dafür ist die Notwendigkeit einer guten Trinkwasserqualität in ausreichender Menge immer wichtiger geworden. Heute nutzen die Stadtwerke Meinerzhagen das Rohwasser der Talsperre in ihrem Wasserwerk, die zur Sicherung der Wasserversorgung im Rahmen der Sanierungsarbeiten eine weitere Rohwasserentnahme erhielten. Aus diesem Grund gilt die Talsperre seit 1987 Wasserschutzgebiet. Daher ist Baden, Wassersport sowie Zelten an der Fürwiggetalsperre nicht gestattet.
Nach einer Untersuchung an der Bergischen Universität Wuppertal zur energetischen Nutzung der Wasserabgabe wurde 2009 am Fuß der Mauer eine Durchströmturbine eingebaut. Mit dem maximalen Schluckvermögen von 150 l/s und einer Leistung von 22 kW können jährlich rund 66.000 kWh Strom erzeugt werden. Die Betriebsführung liegt in den Händen der Lister- und Lennekraftwerke, einem Tochterunternehmen des Ruhrverbands.

## Freizeitgestaltung
Am Westende der Mauerkrone steht auf der Luftseite ein Denkmal aus dem Jahr 1907, das an drei Männer, die maßgeblich an der Errichtung der Staumauer beteiligt waren, erinnert. Dabei handelt es sich um Karl Berg, P.B, Plate und Rud. Berg.

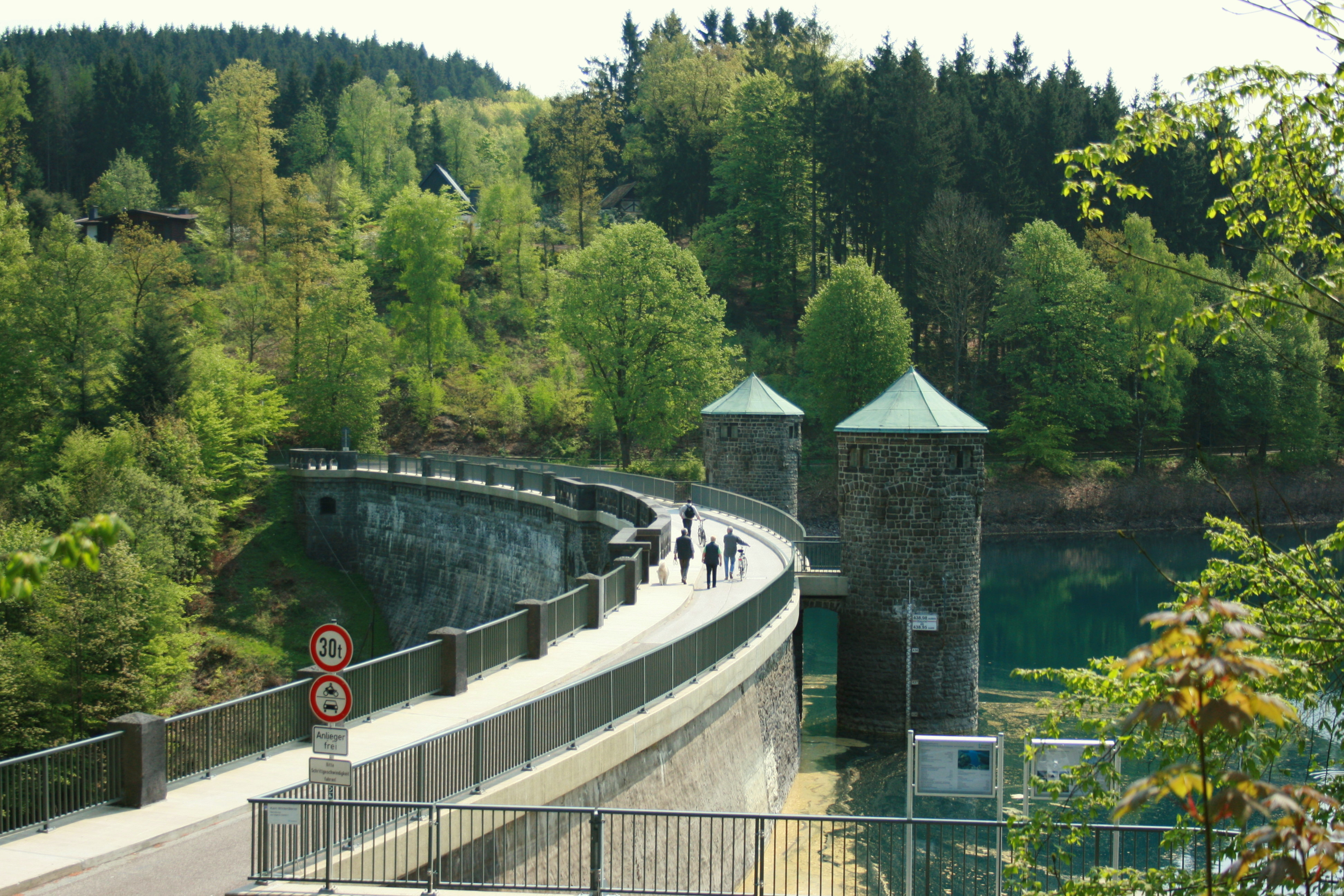
Fürwiggetalsperre
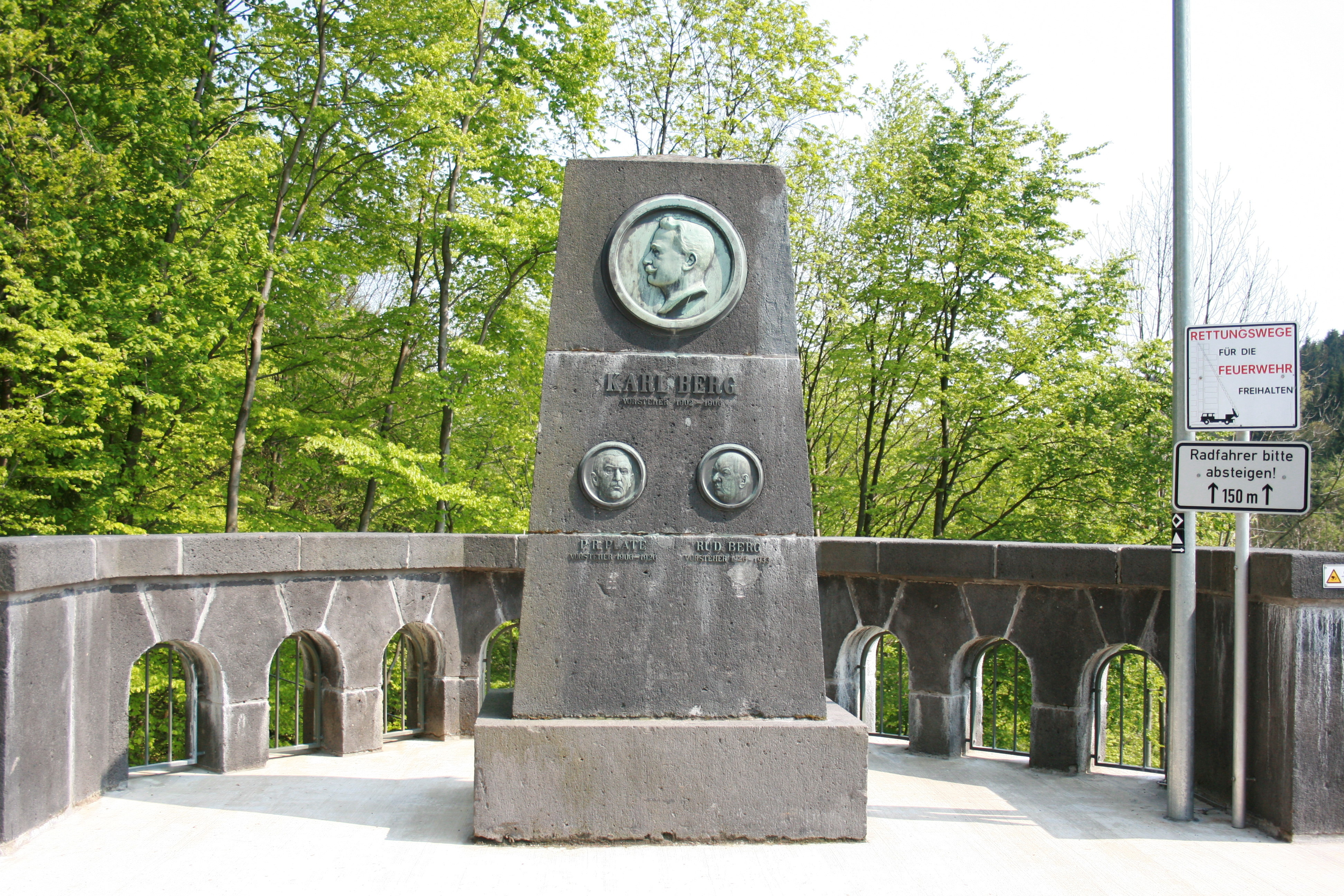
Denkmal für die ersten drei „Vorsteher“ der Talsperre auf der Staumauer
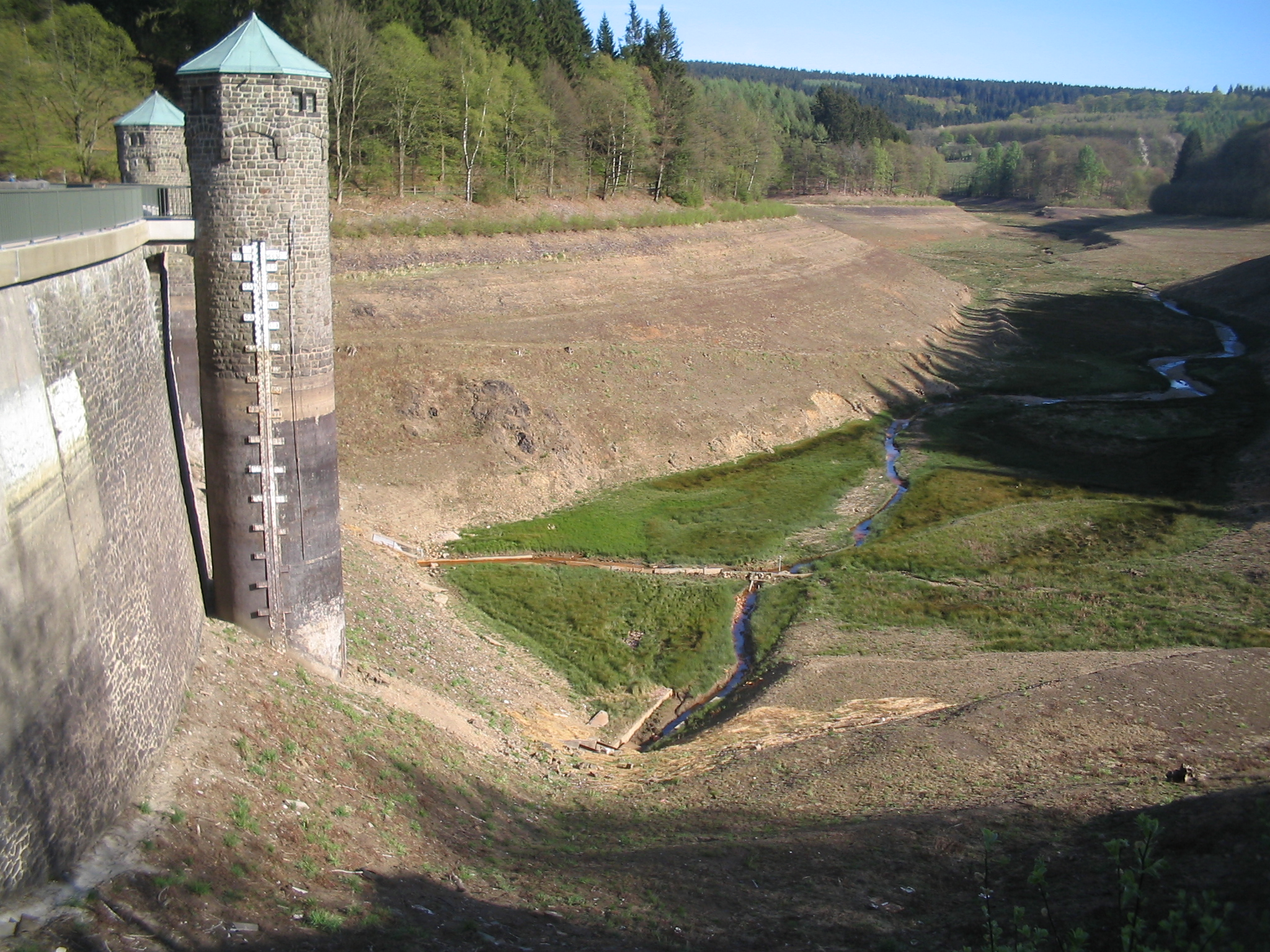
Talsperre während der Modernisierung der Staumauer
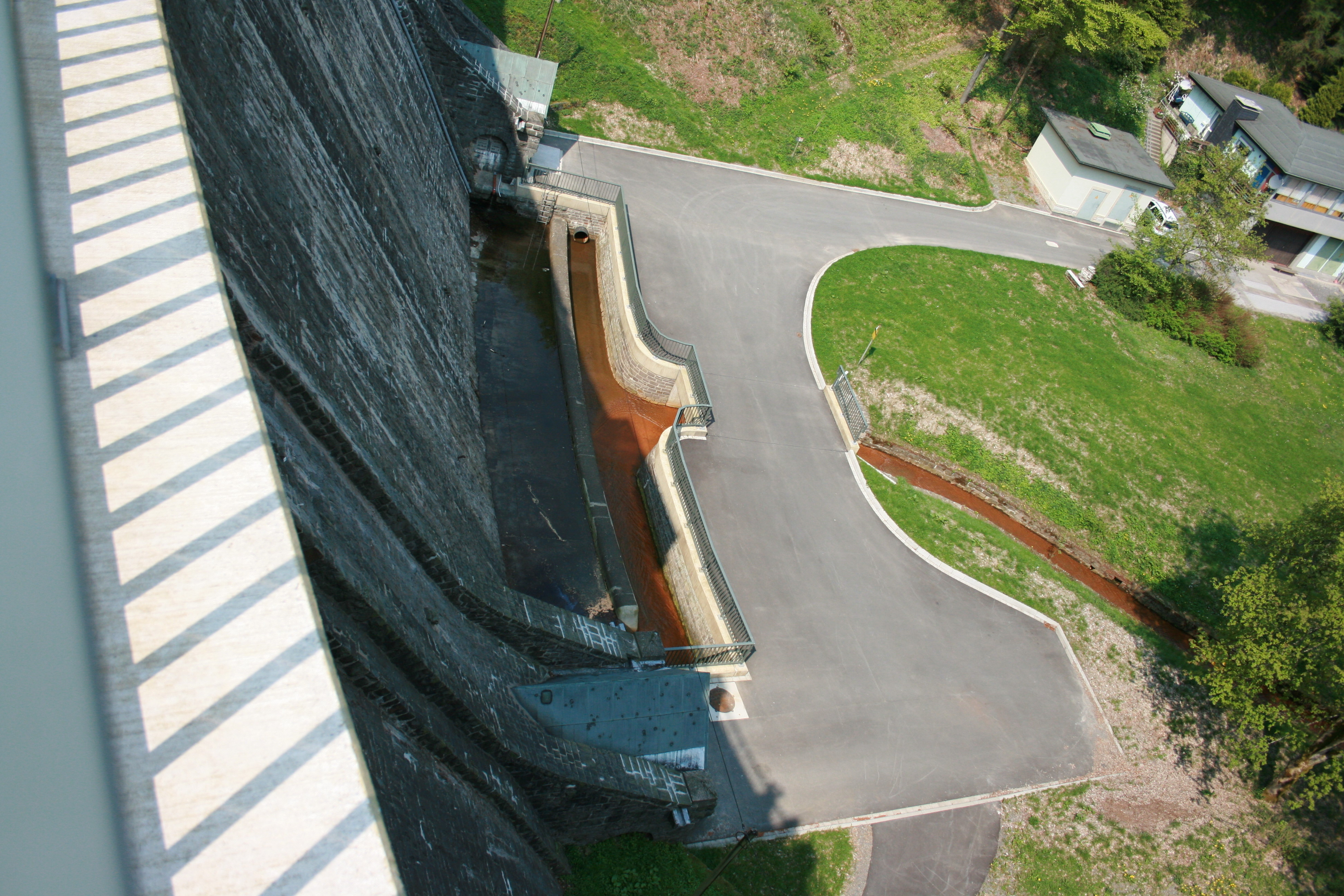
Aus dem Tosbecken fließt die Verse zur nahen Versetalsperre

- Gastronomie und Parken:  Im Rahmen des Talsperrenbaus war eine Gaststätte oberhalb der Staumauer gebaut worden, die seit langer Zeit nicht mehr betrieben wird und leer steht. Der Ruhrverband als Eigentümer versucht vergeblich einen Käufer für das Gebäude zu finden. Dies wird erschwert durch den Denkmalschutz, der auf dem Gebäude lastet.[13] Über die L694 kann die Talsperre mit dem PKW angefahren werden. Am westlichen Ende der Mauerkrone sowie am Mauerfuss befinden sich Parkplätze. Auch eine Bushaltestelle wird vom NahTourBus der Linie 252 an allen Sonn- und Feiertagen angefahren, der in den Monaten Mai bis September zwischen den Bahnhöfen in Lüdenscheid und Meinerzhagen pendelt.[14]

- Wandern: Um die gesamte Talsperre führt ein gut ausgebauter, asphaltierter Ufer-Rundweg von 4,1 km Länge. Liegebänke und zahlreiche klassische Bänke laden zum Verweilen und zur Betrachtung der umgebenden Natur ein. Am Rundweg befinden sich diverse Schaukästen mit Informationen zur Talsperre und zur Wasserversorgung der Region.[15] Direkt an der Fürwiggetalsperre entlang führt der Robert-Kolb-Weg, ein Hauptwanderweg des SGV, der von Hagen-Eilpe zur Burg Hessenstein verläuft und mit dem Wegzeichen "X6" markiert ist.[16]

## Weitere Talsperren
siehe Liste von Talsperren in Deutschland